# Methuen Publishing

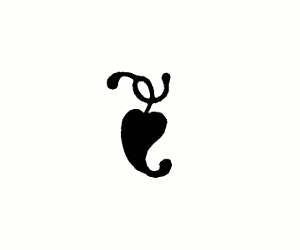
Recorte do logotipo da Methuen Publishing, retirado da página do título de Hamlet - The Arden Shakespeare, de 1899.

Methuen Publishing Ltd é uma editora britânica. Fundada em 1889 por Sir Algernon Methuen (1856–1924), começou a publicar em Londres no ano de 1892. E. V. Lucas a comandou a partir de 1924.
A empresa tinha um catálogo literário que incluía Henry James, D. H. Lawrence, T. S. Eliot, A. A. Milne, Kenneth Grahame, Ruth Manning-Sanders e a série The Arden Shakespeare. Publicaram a série As Aventuras de Tintim no Reino Unido, além de diversos livros humorísticos, como 1066 and All That. A empresa foi processada após a publicação de The Rainbow, de D. H. Lawrence, em 1915.
Posteriormente passou a fazer parte do conglomerado Associated Book Publishers (ABP), e por boa parte da década de 1970 foi conhecida pelo nome de Eyre Methuen, após ser absorvida pela Eyre & Spottiswoode. Quando a ABP foi adquirida pela Thomson Organization, em 1987, ela vendeu todas as suas editoras comerciais, incluindo a Methuen, para a Octopus, da Reed International. Reed Elsevier vendeu, por sua vez, suas editoras para a Random House , em 1997, e a Methuen acabou conquistando financeiramente sua independência em 1998.
Em 2003 a Methuen Publishing comprou a empresa Politico's Publishing de seu proprietário, Iain Dale. Em 2006 a empresa vendeu seu célebre catálogo dramatúrgico para a A & C Black, por 2,35 milhões de libras.
Sua sede se localiza em 8 Artillery Row, SW1P 1RZ, Londres.